# Nostra Signora del Monte Carmelo

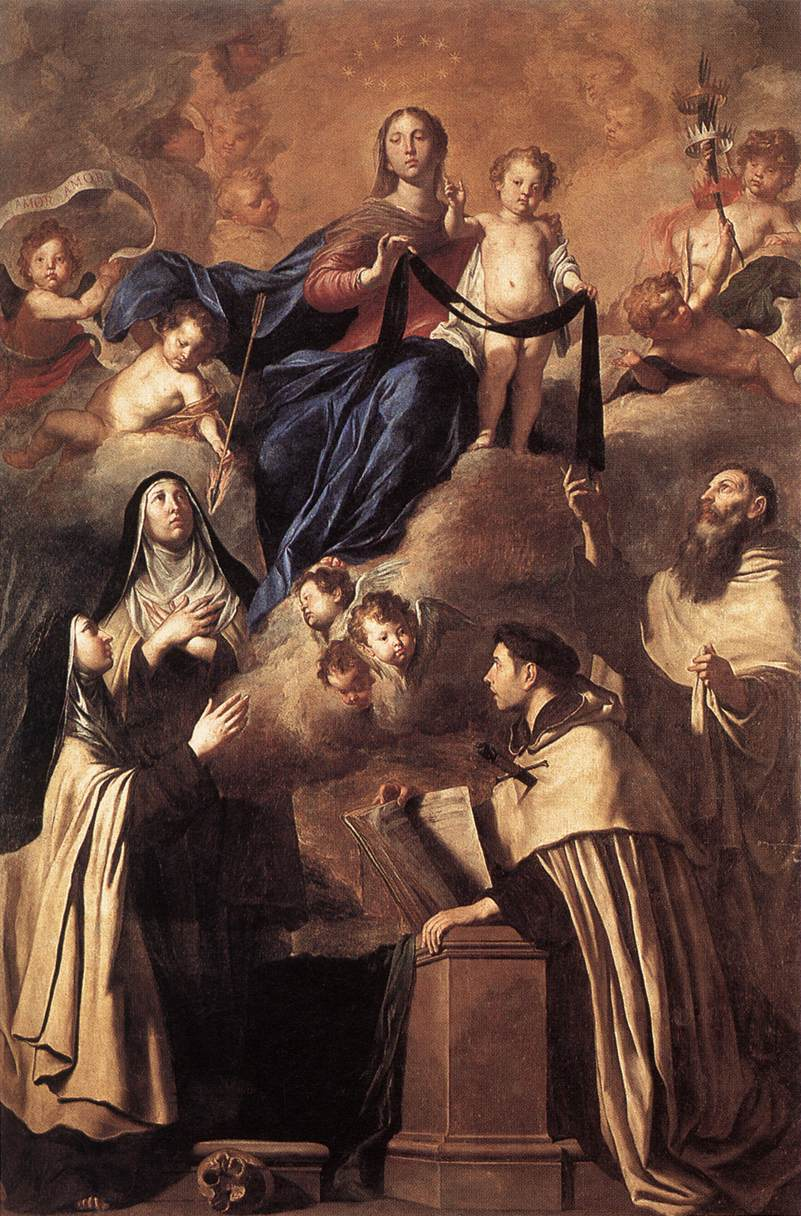
Nostra Signora del Monte Carmelo consegna lo scapolare dell'ordine ai santi Simone Stock, Angelo da Gerusalemme, Maria Maddalena de' Pazzi e Teresa d'Avila: dipinto di Pietro Novelli

Nostra Signora del Monte Carmelo (o anche del Carmine) è uno dei titoli sotto cui viene invocata Maria, madre di Gesù.
Indica la Vergine venerata sul Monte Carmelo fin dai primi frati, che le costruirono e intitolarono la loro prima chiesetta e si misero sotto la sua protezione; il suo culto è legato alla devozione dello scapolare donato, secondo la tradizione, da Maria al priore dell'ordine carmelitano, Simone Stock, con la promessa per tutti coloro che lo indossano di essere liberati dalle pene del Purgatorio il primo sabato dopo la morte.
La sua memoria liturgica (facoltativa) è fissata dal calendario romano generale al 16 luglio. Papa Paolo VI la annovera tra le feste "celebrate da particolari famiglie religiose, ma che oggi, per la diffusione raggiunta, possono dirsi veramente ecclesiali" (Marialis cultus, 8).

## Le origini del culto
Il titolo di Madonna del Monte Carmelo, ricco di rimandi biblici, nasce in Palestina insieme all’Ordine dei frati Carmelitani e con il tempo si arricchisce di nuovi significati, prima all'interno dell'ordine e poi diffondendosi largamente tra i fedeli insieme al sacro Scapolare e alle promesse a esso collegate.

### Antefatti biblici
Questo titolo mariano richiama anzitutto il monte Carmelo, "giardino verdeggiante", nella Galilea occidentale, simbolo di bellezza e splendore. Pertanto, per comprendere meglio la storia e lo sviluppo del titolo, è utile conoscere anzitutto il significato biblico di questo luogo nonché la vicenda biblica della nube di Elia, che proprio sul Carmelo, nove secoli prima della sua nascita, prefigurò profeticamente la venuta della Vergine e l'Incarnazione del Verbo.

#### Il Monte Carmelo

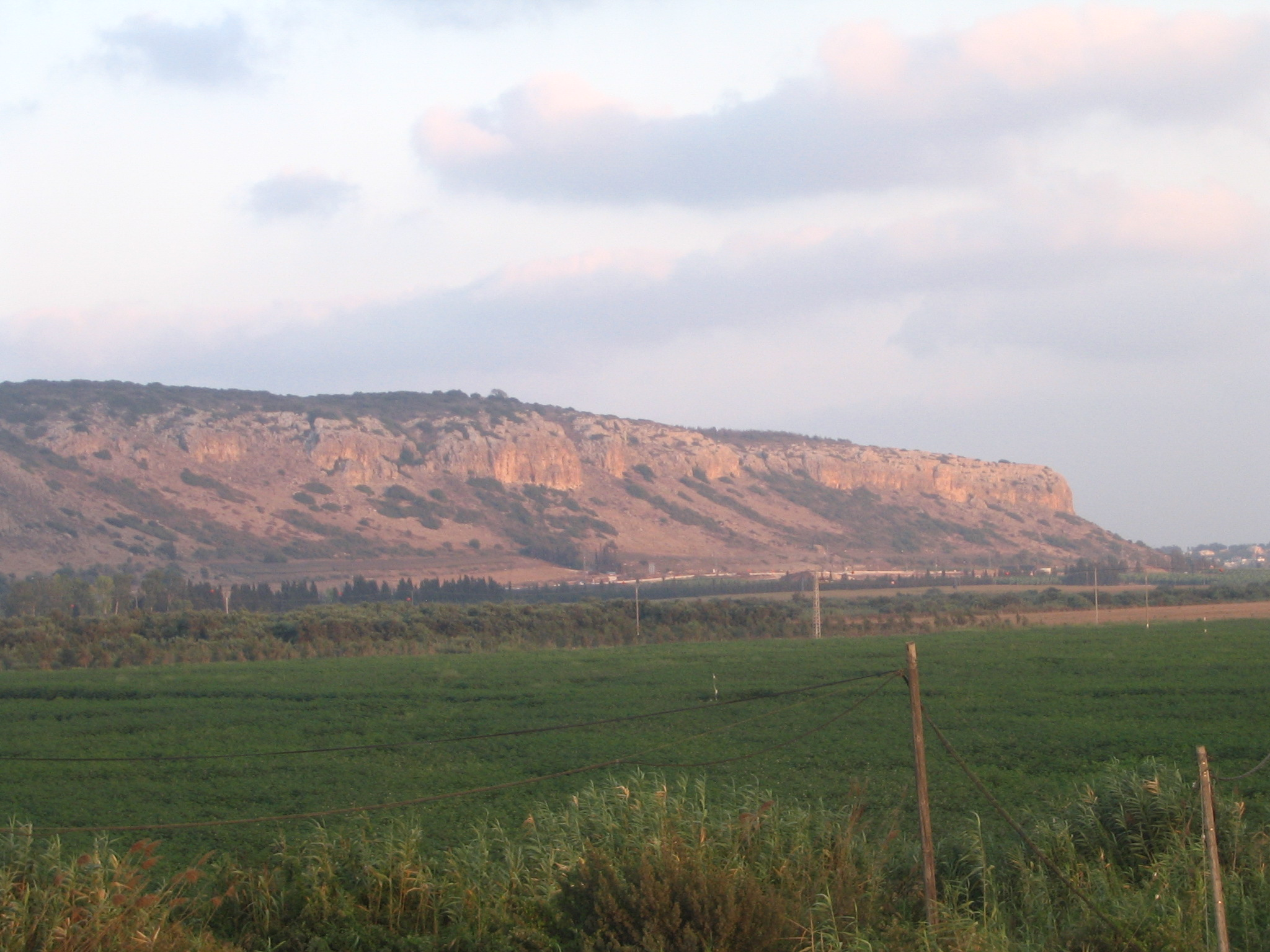
Veduta del monte Carmelo.

Nella simbologia della Sacra Scrittura, soprattutto dell'Antico Testamento, il monte rappresenta il luogo privilegiato dell'incontro con Dio, metafora dello stesso Paradiso, come ricorda anche il salmista: 
In particolare, il monte Carmelo - il cui nome significa appunto "giardino di Dio" - rappresenta uno dei luoghi più belli della regione, che si sviluppa poco lontano da Nazareth nell'alta Galilea in direzione nordovest-sudest da Haifa a Jenin (e dove, secondo la tradizione, la sacra Famiglia avrebbe in seguito sostato di ritorno dall'Egitto). Tale bellezza è spesso esaltata nella Sacra Scrittura; si veda ad esempio l'espressione usata dallo sposo del Cantico dei Cantici 7,5, che per esprimere lo splendore della sua sposa esclama: «Caput tuum ut Carmelus», «la tua testa è bella come il Carmelo»; oppure il passo in cui Isaia, per indicare lo splendore del futuro Messia, lo dipinge rivestito di tutte le bellezze del Carmelo, sede di giustizia e di santità.

#### Il profeta Elia e la piccola nube

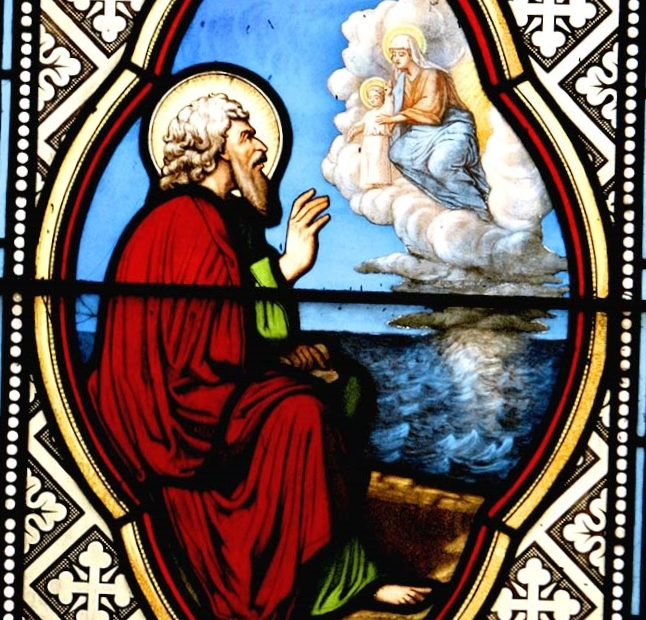
Vetrata "La nube di Elia", particolare.

Sul monte Carmelo, secondo il racconto del Primo Libro dei Re, nel IX secolo a.C. si stabilì il profeta Elia, uomo contemplativo e strenuo difensore del monoteismo di Israele. Egli vi fondò una comunità di uomini, difendendo la purezza della fede nell'unico Dio del popolo di Israele, che si stava dimenticando del Signore seguendo i sacerdoti del dio Baal. Dopo una siccità di tre anni e mezzo, Elia elevò dalla cima del Carmelo una preghiera ed ebbe la visione di una piccola nube "come mano d'uomo" che dal mare si alzava verso il monte, portando la sospirata pioggia e salvando Israele dalla siccità.
Si legge infatti:
I Padri della Chiesa, nei loro scritti, hanno interpretato allegoricamente questa immagine come una figura profetica dell'Incarnazione del Verbo nella pienezza dei tempi: la pioggia,segno del perdono di Dio e della sua riconciliazione con il popolo pentito, rappresentava Cristo (cfr. Is 55,10-11) e la piccola nube apparsa sul Carmelo, di conseguenza, era profezia della Vergine Maria che - innalzandosi purissima dal mare dell’umanità peccatrice - ha portato in sé il Verbo della vita e l'ha donato al mondo.

### Nascita e sviluppo del titolo
Verso la fine del XII secolo un gruppo di pellegrini latini desiderosi di imitare l'esempio del profeta Elia si riunì in comunità sul monte Carmelo presso la fonte che porta il suo nome, con l’intento di abbracciare la vita eremitica sotto il patrocinio della Vergine Maria, per "vivere nell’ossequio di Gesù Cristo con cuore puro e buona coscienza". Gli eremiti costruirono perciò in mezzo alle loro cellette la prima chiesetta della comunità e la dedicarono alla Beata Vergine Maria, mettendosi sotto la sua protezione; è dalla venerazione tributata a Maria in questa chiesetta, dunque, che nacque il titolo di Santa Maria del Monte Carmelo. Un titolo che arricchirà progressivamente il suo significato nel corso dei secoli.
Maria Patrona e sorella

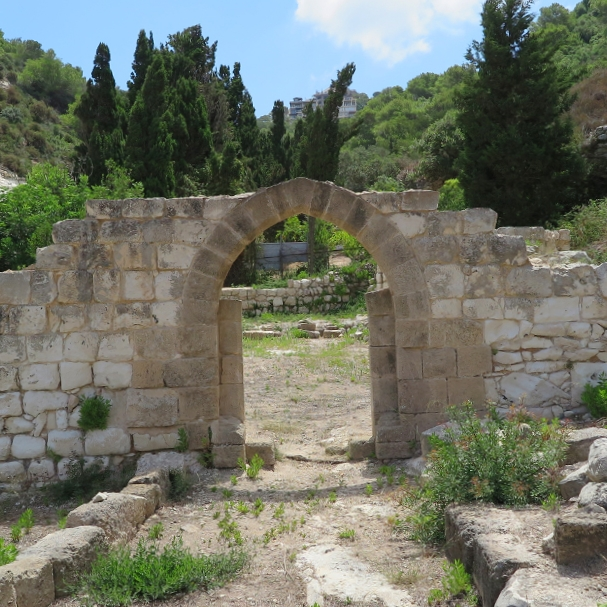
La prima chiesetta costruita alla Vergine dai frati sul monte Carmelo, da cui è nato il titolo di Madonna del Carmelo. Oggi restano il portale e i ruderi, immersi tra il verde e i ruderi delle cellette dei frati.

Il titolo nasce dunque indicando la Signora di quel santo luogo, patrona e compagna di coloro che lì vivono in preghiera e contemplazione.
Sin da subito infatti i frati onorarono la Vergine come loro patrona, come Signora di quel sacro luogo e di quella comunità, e la accolsero come madre e sorella nell'intimità della loro vita quotidiana. Essi stessi poi, per potersi distinguere dai religiosi greci del vicino monastero di Santa Margherita, erano chiamati "fratelli della Beata Vergine Maria del monte Carmelo", gli odierni Carmelitani.
Essi continuarono ad affidarsi a lei anche quando l'invasione araba, dopo il 1230, li costrinse ad abbandonare l'Oriente e a lasciare lo stesso monte Carmelo, facendoli stabilire perlopiù in Europa (il primo convento fu a Messina nel 1238). Videro sempre in lei la Madre che li guidava nel cammino, e con lei si intrattenevano in rapporto di fraterna e intima confidenza.
Maria Fiore Purissimo
Ben presto i frati riconobbero in Maria colei a cui "è stata data la gloria del Libano, lo splendore del Carmelo e di Saron" (Is 35,2), la Vergine purissima e tutta bella perché abitata da Dio stesso, bellezza in Persona. Se il Carmelo è il giardino verdeggiante di Dio, allora Maria è il fiore più bello di questo giardino, la vite fiorente, come recita la celebre sequenza composta in suo onore; dunque è Lei che i frati devono imitare ed è a Lei che devono rivolgersi per essere adornati essi stessi delle sue virtù; pertanto, presero Maria, Flos Carmeli, come modello e guida nel cammino di santificazione.
Maria Madre che dona lo Scapolare
Intorno al 1247, in un momento di grande difficoltà per l'Ordine, il frate Simone Stock (che una certa tradizione ritiene un priore generale dell'ordine) avrebbe ricevuto l'apparizione con cui la Vergine istituiva il Sacro Scapolare quale segno della sua materna protezione nei pericoli e garanzia di salvezza eterna: è la prima promessa, il privilegio per cui chi muore rivestito dello scapolare non soffrirà il fuoco eterno. A questa sarebbe seguita, sempre secondo la tradizione, una seconda promessa, in base alla quale - recitando determinate preghiere e alcuni sacrifici in suo onore - chi porta lo scapolare verrebbe liberato dal Purgatorio il primo sabato dopo la morte: è il cosiddetto privilegio sabatino, da cui deriva anche la comprensione di Maria come protettrice delle anime del Purgatorio.

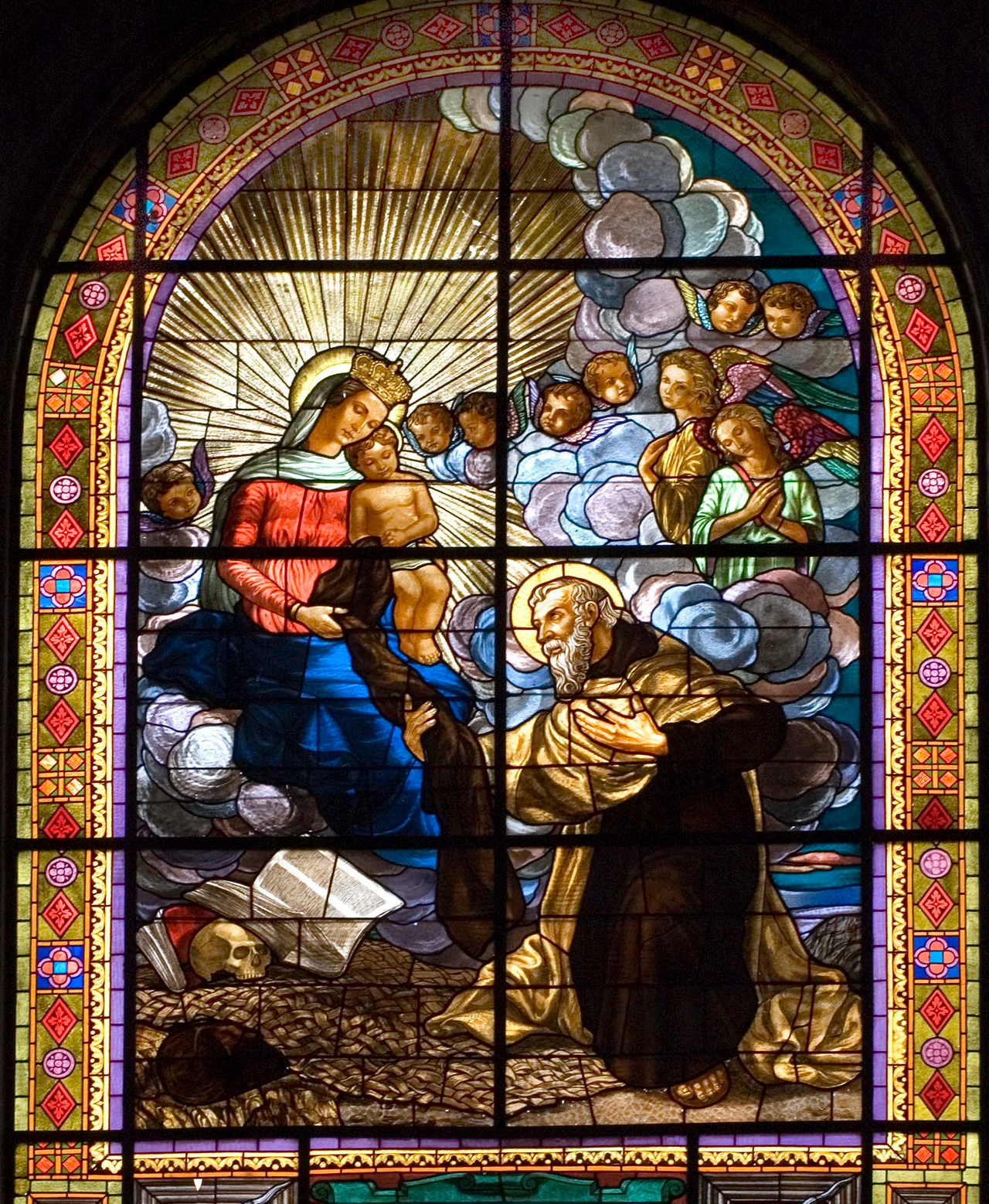
"La Vergine consegna lo scapolare a san Simone", vetrata.

Il valore profondo dello Scapolare, tuttavia, non sta nei benefici - che pure contribuirono grandemente alla diffusione del titolo - ma nel significato di questo sacramentale, che riassume tutti i tratti visti fin qui nello sviluppo della devozione alla Signora del Monte Carmelo: la Vergine bella, il fiore del Carmelo, che ti è sorella e madre premurosa, ti riveste con il suo scapolare per proteggerti nei pericoli della vita, offrirti consolazione e speranza e soprattutto aiutarti a rivestirti interiormente di Cristo, accompagnandoti alla meta della salvezza con la sua presenza quotidiana.
Questa comprensione della devozione dello Scapolare è ben espressa anche da una secolare tradizione radicata nell'Ordine, che riconosce in Maria l'adempimento della figura biblica della nube di Elia, non solo in quanto Ella ha donato Cristo al mondo una volta nella pienezza dei tempi, ma anche in quanto continua a farLo "piovere" ogni giorno nelle anime dei suoi figli, introdotti spiritualmente nella terra del Carmelo per mezzo dello scapolare.
I Carmelitani infatti riconobbero in questa immagine ad un tempo la signoria di Maria (la nube raggiunge la vetta del Carmelo), la purezza della Vergine bella (la nube si innalza dalla massa indistinta del mare), la generazione di Cristo nei suoi figli vestiti dello scapolare (la nube reca la pioggia sul Carmelo e su tutto Israele). Santa Teresa Benedetta della Croce lo mostra in un suo celebre inno: "O Maria, sulla vetta del Carmelo
sei apparsa come nube all'orizzonte
per portare a noi la pioggia della grazia, tu pura senza macchia. Il profeta ed i santi del Carmelo ci han portati sulle vie di questo monte: qui noi siamo i tuoi piccoli fratelli, o madre di bontà".

## Lo Scapolare del Carmine

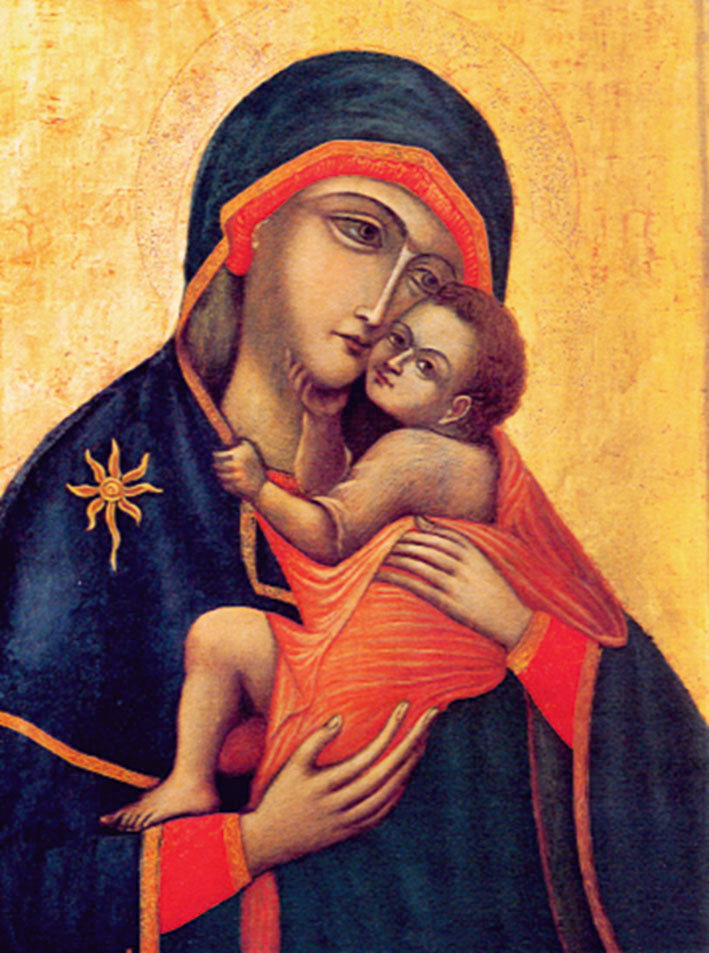
L'icona della Bruna.

Lo scapolare marrone della Beata Vergine Maria del Monte Carmelo è uno dei segni della Chiesa da ormai molti secoli, associato ad alcune importanti promesse di salvezza che la Vergine avrebbe fatto in alcune apparizioni, promesse comunque confermate dal Magistero della Chiesa Cattolica negli anni successivi. Esso costituisce un sacramentale approvato dalla Chiesa e accettato dall’ordine carmelitano in quanto "segno esteriore dell’amore per Maria, della fiducia che i suoi figli hanno in lei e dell’impegno a vivere una vita ispirandosi a lei."
In origine lo scapolare era un indumento senza maniche e aperto sui lati; nel Medioevo veniva utilizzato da monaci e frati per ricoprire l’abito sul petto e sulla schiena. Oggi l'abitino del Carmelo si è ridotto di dimensioni ed è formato da due pezzetti rettangolari di lana marrone uniti da stringhe; va portato sul petto e sulla schiena.
Esso giunge a simbolizzare la speciale dedizione che i carmelitani hanno per Maria, Madre di Dio, e la fiducia nella sua protezione materna, così come anche il desiderio di essere come lei nel suo impegno per Cristo e verso gli altri. È interessante notare che, essendo essenzialmente un manto, si può scorgere un suo antesignano biblico proprio nel libro dei Re, nel mantello con cui il profeta Elia investe Eliseo per conferirgli la sua stessa potenza e il suo zelo.

### La prima promessa
Secondo la tradizione Simone Stock, priore generale dei carmelitani, era profondamente devoto della Madonna e capitava spesso che la supplicasse di concedere al suo ordine speciale protezione, con il dono di qualche privilegio. La leggenda narra che la Vergine volle dargli ascolto e la domenica 16 luglio 1251 apparve al santo all'età di 86 anni, circondata dagli angeli e con il Bambino in braccio, gli mostrò uno scapolare e gli disse: «Prendi figlio dilettissimo, prendi questo scapolare del tuo ordine, segno distintivo della mia confraternita, privilegio a te e a tutti i carmelitani. Chi morrà rivestito di questo abito non soffrirà il fuoco eterno; questo è un segno di salute, di salvezza nei pericoli, di alleanza di pace e di patto sempiterno». In questo modo la Vergine lasciava nelle mani di Simone il pegno della sua prima «Grande Promessa»: la protezione e la salvezza eterna a chi indossava il suo santo abito.

### La seconda promessa (o Privilegio Sabatino)
Un'altra tradizione vuole che, diversi anni dopo la prima promessa, agli inizi del 1300 la Vergine sia apparsa a monsignor Jacques Duèze, futuro papa Giovanni XXII, e gli avrebbe detto: «Coloro che sono stati vestiti con questo santo abito saranno tolti dal Purgatorio il primo sabato dopo la loro morte»; a lui la Vergine avrebbe anche chiesto di confermare in terra il Privilegio ottenuto da Lei in Cielo dal Suo diletto Figlio.
Nel 1322 monsignor Duèze si riferì alle parole della Madonna in una Bolla – oggi ritenuta non autentica dagli storici – nella quale parlò di questo «Privilegio sabatino». Perciò, se con la prima promessa la Vergine garantiva la salvezza eterna, con la seconda riduceva al massimo ad una settimana la permanenza dell'anima in Purgatorio. Per usufruire di questo privilegio, però, la Madonna chiedeva che oltre a portare l'Abitino si facciano anche preghiere e alcuni sacrifici in Suo onore. Indipendentemente dalla certezza o meno della tradizione, il magistero della Chiesa Cattolica ha sostanzialmente confermato le promesse associate all'uso dello Scapolare.

### Imposizione e uso dello Scapolare
Così, da oltre sette secoli i fedeli indossano lo scapolare del Carmine per assicurarsi la protezione di Maria in tutte le necessità della vita e per ottenere, mediante la sua intercessione, la salvezza eterna e una sollecita liberazione dal Purgatorio.
Le costituzioni carmelitane lo definiscono un "segno dell’amore materno, permanente e stabile, di Maria verso i suoi fratelli e le sorelle carmelitani. Nel seguire la sua tradizione, soprattutto a partire dal secolo XVI, il Carmelo esprime la vicinanza amorosa di Maria al popolo di Dio mediante la devozione dello scapolare: segno di consacrazione a Lei, veicolo dell’aggregazione dei fedeli all’Ordine, e mediazione popolare ed efficace di evangelizzazione."
Per potere usufruire delle promesse confermate dalla Chiesa cattolica, lo scapolare deve essere necessariamente di panno di lana e non di altra stoffa, di forma quadrata o rettangolare, di colore marrone o nero; esso deve essere imposto in modo valido, cioè attraverso l'apposito rito di imposizione.
Attraverso di esso, infatti, 'ipso facto' il fedele entra formalmente nella confraternita dello scapolare, divenendo membro della famiglia carmelitana, di cui se ne condividono così i benefici. Ne deriva che tutti i fedeli rivestiti dello Scapolare "sono perciò confratelli e figli di Maria".
Infine, in seguito all’imposizione, nell'uso quotidiano lo scapolare può essere lecitamente sostituito - ex decreto del 16 dicembre 1910 di papa Pio X - con una medaglietta che abbia da una parte l’effige di Gesù e del suo Sacro Cuore e dall’altra quella della Beata Vergine del Carmelo; a differenza dello Scapolare, è sempre necessario benedire la medaglietta.
Per ottenere il privilegio sabatino, oltre a indossare lo scapolare, è anche richiesta la recita di determinate preghiere quotidiane.

## Il legame con Fatima e con i Papi

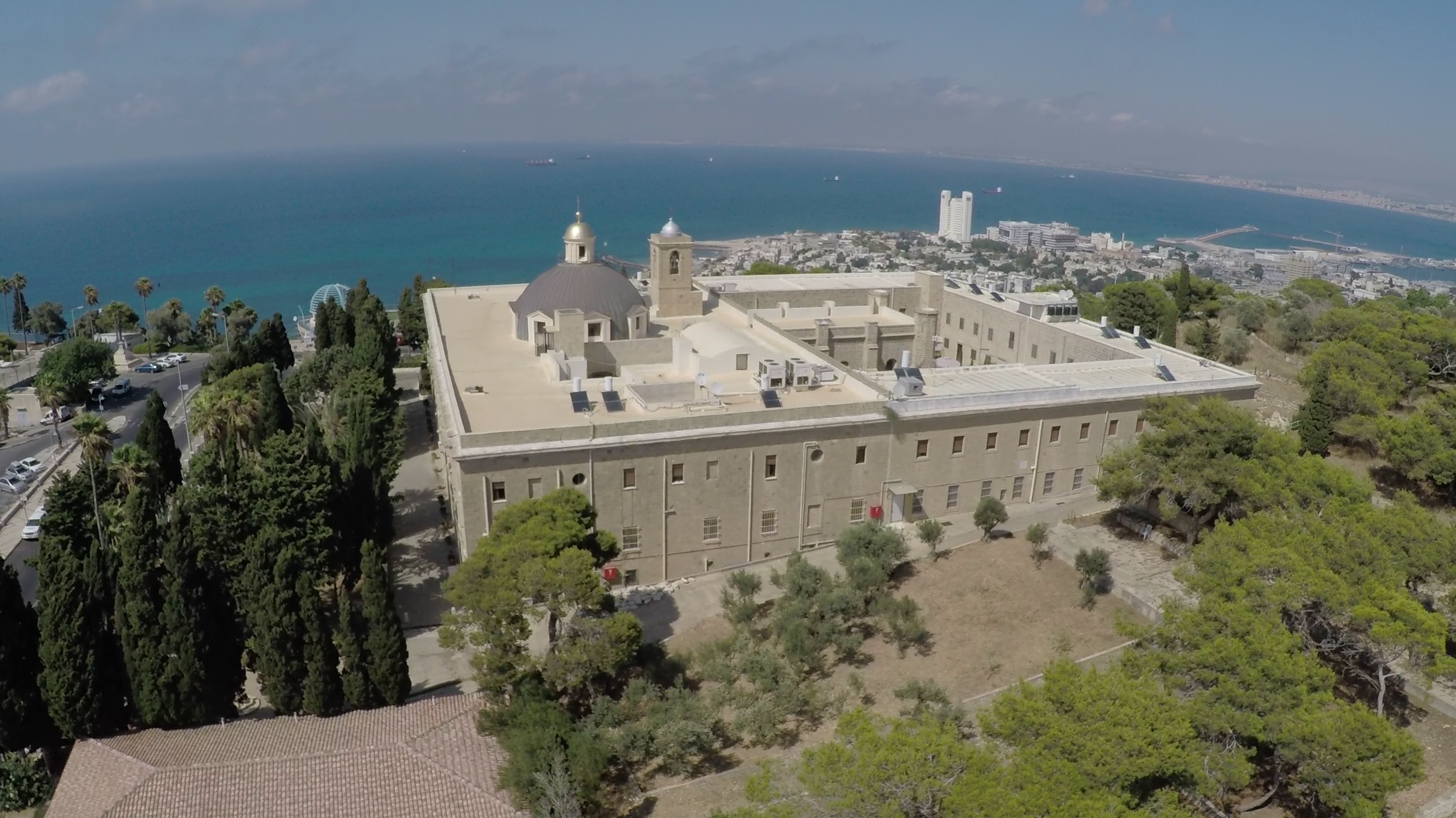
Basilica "Stella Maris" sul Monte Carmelo, veduta dall'alto.

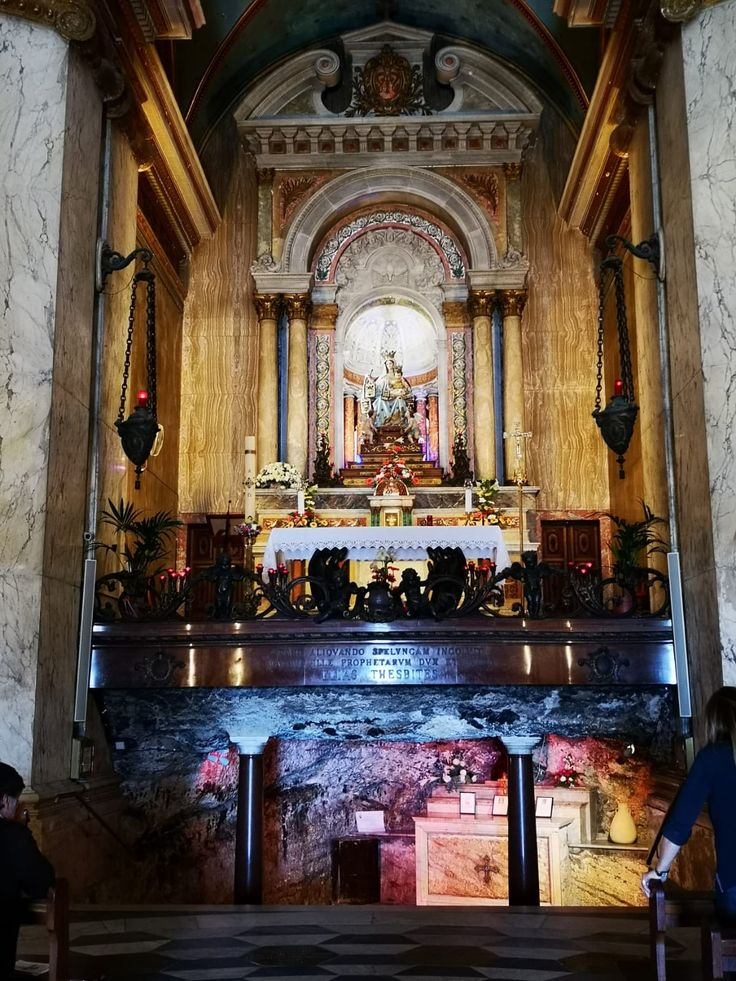
Altare maggiore della Basilica, si erge sopra la grotta di Elia.

### Fatima e lo scapolare
Le promesse legate al Santo Scapolare sono state confermate dalla Vergine anche a Fatima. Il 13 ottobre 1917, infatti, mentre avveniva il grande miracolo del Sole visto da più di cinquantamila persone, Maria si mostrava ai pastorelli nelle vesti della Madonna del Monte Carmelo, presentando nelle loro mani lo scapolare. Oltre a quella di Fatima, anche l'ultima visione di Lourdes ebbe come protagonista la Madonna del Carmelo con lo scapolare in mano.
Senza dubbio, avvenendo in concomitanza con il fenomeno più alto fra tutti quelli accaduti nella Cova da Iria, la presentazione dello Scapolare durante quest'apparizione finale non fu un dettaglio senza importanza; anzi, in questo modo, Maria mostrò come una sintesi tra lo storicamente più remoto (il Monte Carmelo), il più recente (la devozione al Cuore Immacolato di Maria) ed il futuro glorioso, che è il trionfo di questo stesso Cuore (Fatima e la Madonna del Carmelo, P. Higino di santa Teresa, Coimbra, 1951). Si può perciò affermare che i privilegi inestimabili legati allo Scapolare sono parte integrante del Messaggio Mariano di Fatima, unitamente al Rosario ed alla devozione al Cuore Immacolato di Maria.
Infatti, i riferimenti all'Inferno e al Purgatorio, la necessità della penitenza e l'intercessione di Nostra Signora contenuti nel Messaggio sono in assoluta consonanza con le promesse collegate allo Scapolare.
Non a caso la stessa Lucia, l'unica dei tre pastorelli ad essere rimasta in vita, divenne carmelitana scalza e disse che nel messaggio della Madonna “il Rosario e lo Scapolare sono inseparabili”.

### La devozione dei pontefici
La Chiesa cattolica ha sempre riconosciuto e apprezzato il Santo Scapolare, attraverso la vita di tanti santi e di molti sommi pontefici che l'hanno raccomodato e portato, confermando la bontà e l'attualità di questo sacramentale.
Tra i papi più recenti:
- San Pio X, pur consigliando sempre l’uso dello scapolare tradizionale, concesse ai fedeli – con decreto del 16 dicembre 1910- di poter sostituire allo scapolare la medaglia benedetta recante le immagini della Madonna del Carmelo e del Sacro Cuore di Gesù.[19]
- Pio XII (Eugenio Pacelli, 1939-1958) affermò che "chi lo indossa viene associato in modo più o meno stretto, all'Ordine Carmelitano", aggiungendo "quante anime buone hanno dovuto, anche in circostanze umanamente disperate, la loro suprema conversione e la loro salvezza eterna allo Scapolare che indossavano! Quanti, inoltre, nei pericoli del corpo e dell’anima, hanno sentito, grazie ad esso, la protezione materna di Maria! La devozione allo Scapolare ha fatto riversare su tutto il mondo, fiumi di grazie spirituali e temporali"; e ancora: "La piissima Madre non tralascerà di intervenire con la sua preghiera a Dio, perché i suoi figli, che espiano in Purgatorio i loro peccati, raggiungano al più presto la patria celeste secondo il cosiddetto “privilegio sabatino” tramandato dalla tradizione"; in altra occasione ha ricordato anche che quanti portano lo Scapolare appartengono "per un particolare vincolo d'amore alla medesima famiglia della Beatissima Madre".[20]
- san Giovanni XXIII (Angelo Giuseppe Roncalli, 1958-1963) ne confermò e ne raccomandò più volte l'utilizzo.
- san Paolo VI nel 1965 esortava: "Abbiamo in grande stima le pratiche e gli esercizi di pietà verso la Beatissima Vergine, raccomandati lungo i secoli dal Magistero della Chiesa, tra i quali stimiamo di dover ricordare espressamente la religiosa prassi del Rosario e dello Scapolare del Carmelo"; in precedenza, mentre era ancora Nunzio a Parigi, ebbe a dire ai Padri Carmelitani Scalzi di Avon: "Per mezzo dello Scapolare io appartengo alla vostra famiglia del Carmelo e apprezzo molto questa grazia come assicurazione di una specialissima protezione di Maria".[21]
- san Giovanni Paolo II (Karol Józef Wojtyła, 1978-2005) ne fu grande devoto; egli, in una lettera del 25 marzo 2001 ai padri carmelitani Joseph Chalmers e Camilo Maccise scrisse: «Chi riveste lo Scapolare viene quindi introdotto nella terra del Carmelo, perché “ne mangi i frutti e i prodotti” (cfr Ger 2,7), e sperimenta la presenza dolce e materna di Maria, nell’impegno quotidiano di rivestirsi interiormente di Gesù Cristo e di manifestarlo vivente in sé per il bene della Chiesa e di tutta l’umanità. (...) Anch'io porto sul mio cuore, da tanto tempo, lo Scapolare del Carmine! Per l'amore che nutro verso la comune Madre celeste, la cui protezione sperimento continuamente, auguro che quest'anno mariano aiuti tutti i religiosi e le religiose del Carmelo e i pii fedeli che la venerano filialmente, a crescere nel suo amore e a irradiare nel mondo la presenza di questa Donna del silenzio e della preghiera, invocata come Madre della misericordia, Madre della speranza e della grazia. Con questi auspici, imparto volentieri la Benedizione Apostolica a tutti i frati, le monache, le suore, i laici e le laiche della Famiglia carmelitana, che tanto operano per diffondere tra il popolo di Dio la vera devozione a Maria, Stella del mare e Fiore del Carmelo!».[22]

## Culto liturgico e devozionale
Era convinzione dei carmelitani di avere un rapporto del tutto speciale con Maria, loro Patrona, sotto il titolo "del Monte Carmelo"; in origine essi celebravano in suo onore in modo speciale la festa dell'Annunciazione, quella dell'Immacolata Concezione, e la commemorazione solenne in luglio. Quest'ultima si iniziò a celebrare in Inghilterra dalla seconda metà del 1300 ogni 17 luglio, in riferimento alla data dell’ultima sessione del Concilio di Lione (1274), nella quale l’Ordine ricevette un’approvazione che lo salvò dalla soppressione; essa fu istituita con lo scopo di ringraziare la Vergine Maria per tutti i benefici concessi all'Ordine, come protettrice e avvocata. In seguito, specialmente nel secolo XVI, fu data primaria importanza allo Scapolare, che divenne il motivo più immediato per ringraziare e affermare il proprio amore alla Madre di Dio. Pertanto la sua celebrazione venne anticipata al 16 luglio, in riferimento al giorno in cui, secondo la tradizione, la Madonna sarebbe apparsa a san Simone Stock consegnandogli lo Scapolare (1251). Tale ricorrenza si diffonderà rapidamente in tutto il mondo, al punto che - nell'esortazione apostolica "Marialis Cultus" - papa Paolo VI la annovera tra le feste "celebrate originariamente da particolari famiglie religiose, ma che oggi, per la diffusione raggiunta, possono dirsi veramente ecclesiali".

### Liturgia
L’appellativo «Madre e Bellezza del Carmelo» che echeggia Isaia 35,2, venne usato nella liturgia fin dal tardo periodo medioevale, segno che il titolo di Madre era molto gradito nell’Ordine; per parecchi secoli la liturgia carmelitana ha mostrato inoltre un affetto speciale per la scena evangelica ai piedi della Croce (Gv 19, 25-27), dove Maria «divenne la Madre di tutti, associata all’offerta di suo Figlio e data a tutti nel momento in cui Gesù la diede al discepolo prediletto».
Oggi la colletta della messa della beata Vergine Maria del Monte Carmelo si appella alla materna protezione di Maria nella salita dei suoi figli al Santo Monte, che è Cristo Signore, e poi la liturgia della parola presenta anzitutto l'immagine profetica della piccola nube (Elia pregò sul monte Carmelo e il cielo diede la pioggia vivificatrice), alla quale fa eco il salmo 14. La seconda lettura esplicita tutto questo con la testimonianza paolina (Dio mandò il suo Figlio, nato da donna, perché coloro che vivevano sotto la Legge ricevessero l’adozione a figli); il Vangelo, proclamato dopo la sequenza del Flos Carmeli, presenta proprio il momento in cui Maria, sotto la Croce, diventa la madre di tutti mentre si associa al sacrificio di Cristo, che dono nuova vita al mondo.
Infine, i prefazi propri meditano sulla Vergine come modello di contemplazione, splendore di bellezza, madre spirituale di tutti gli uomini, segno di consolazione nel cammino verso il monte della gloria e guida di coloro che sono rivestiti del santo abito, mentre la preghiera dopo la Comunione richiama all'imitazione delle sue virtù.
Si comprende dunque che la Liturgia presenta "Maria del Monte Carmelo" come la Vergine che possiede la bellezza di tutte le virtù ed è "Madre tenera dei Carmelitani", intendendo con "carmelitani" tutti componenti della famiglia carmelitana: i religiosi, le religiose e i terziari dell'Ordine Carmelitano e dell'Ordine Carmelitano Scalzo nonché tutti i fedeli che indossano lo Scapolare, perché questa consacrazione - inserendo ipso facto nella Confraternita dello Scapolare - comporta anche la partecipazione ai benefici spirituali dell'Ordine e un impegno a viverne la spiritualità.

### Il perdono del Carmine
Il Sommo Pontefice Leone XIII in data 16 maggio 1892 concesse all’Ordine Carmelitano, a beneficio di tutta la cristianità, "l’insigne privilegio del perdono del Carmine", ossia dell’indulgenza plenaria. Esso fu ulteriormente allargato dai pontefici successivi. In base alle norme vigenti, il 16 luglio di ogni anno, dal mezzogiorno del 15 luglio alla mezzanotte del 16 luglio, oppure la domenica stabilita dal Vescovo, antecedente o seguente la festa, nelle chiese od oratori pubblici dell’Ordine si acquista una volta sola l’indulgenza plenaria del perdono del Carmine, alle solite condizioni previste dalla Chiesa cattolica per l'acquisto delle indulgenze.

### Preghiera del Flos Carmeli
Una delle preghiere più importanti e famose, dedicate alla Madonna del Monte del Carmelo, è il "Flos Carmeli" (in latino, in italiano: Fiore del Carmelo) che secondo la tradizione è attribuita al santo inglese eremita Simone Stock:
Flos Carmeli, vitis florigera,

splendor coeli, Virgo puerpera,

singularis.

Mater mitis, sed viri nescia,

carmelitis esto propitia,

stella maris.

Radix Iesse, germinans flosculum,

hic adesse me tibi servulum

patiaris.

Inter spinas quae crescis lilium,

serva puras mentes fragilium,

tutelaris!

Armatura fortis pugnantium,

furunt bella tende praesidium

scapularis.

Per incerta prudens consilium,

per adversa iuge solatium

largiaris.

Mater dulcis, Carmeli domina,

plebem tuam reple laetitia

qua bearis.

Paradisi clavis et ianua,

fac nos duci quo, Mater,

coronaris. Amen
Fior del Carmelo, vite fiorita,

splendore del cielo,

tu solamente sei vergine e madre.

Madre mite, pura nel cuore,

ai figli tuoi sii propizia,

stella del mare.

Ceppo di Jesse, che produce il fiore,

a noi concedi di rimanere

con te per sempre.

Giglio cresciuto tra alte spine,

conserva pure le menti fragili

e dona aiuto.

Forte armatura dei combattenti,

la guerra infuria, poni a difesa

lo scapolare.

Nell'incertezza dacci consiglio,

nella sventura, dal cielo impetra

consolazione.

Madre e Signora del tuo Carmelo,

di quella gioia che ti rapisce

sazia i cuori.

O chiave e porta del Paradiso,

fa' che giungiamo dove di gloria

sei coronata. Amen.

## Insegnamento della Chiesa
Un documento dottrinale approvato nel '96 dal Dicastero per il culto divino e la disciplina dei sacramenti afferma:
()

## Relazione con il Purgatorio

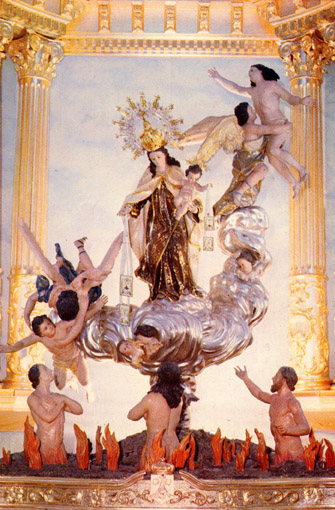
Nostra Signora del Monte Carmelo con gli angeli e le anime nel Purgatorio (scultura barocca proveniente da Beniaján, in Spagna).

Fin dal Medioevo, la Madonna del Monte Carmelo fu posta in relazione con il Purgatorio e alla purificazione delle anime defunte dai peccati. In alcune immagini ella è raffigurata in compagnia degli angeli e di persone che indossano scapolari marroni, mentre implorano la sua mediazione. Nel 1613, la Chiesa proibì la raffigurazione di immagini della Madonna del Carmelo che scende nel Purgatorio, a causa delle eresie predicate su alcuni privilegi annessi allo scapolare marrone (il cosiddetto "privilegio sabatino").
Tale privilegio è citato nel noto decreto del Sant'Uffizio del 1613. 
Ad eccezione delle parole che vietano la pittura dei quadri, fu inserito integralmente nell'elenco delle indulgenze e dei privilegi della Confraternita dello Scapolare del Monte Carmelo. Nel XXI secolo, i Carmelitani, assieme al privilegio sabatino incoraggiano la fede nell'ausilio di Maria e nell'assistenza della sua preghiera di intercessione per le anime dei defunti, in particolare per coloro che in vita hanno indossato devotamente lo scapolare. Inoltre, raccomandano la devozione a Maria soprattutto nel sabato, giorno a lei tradizionalmente dedicato.

## Iconografia

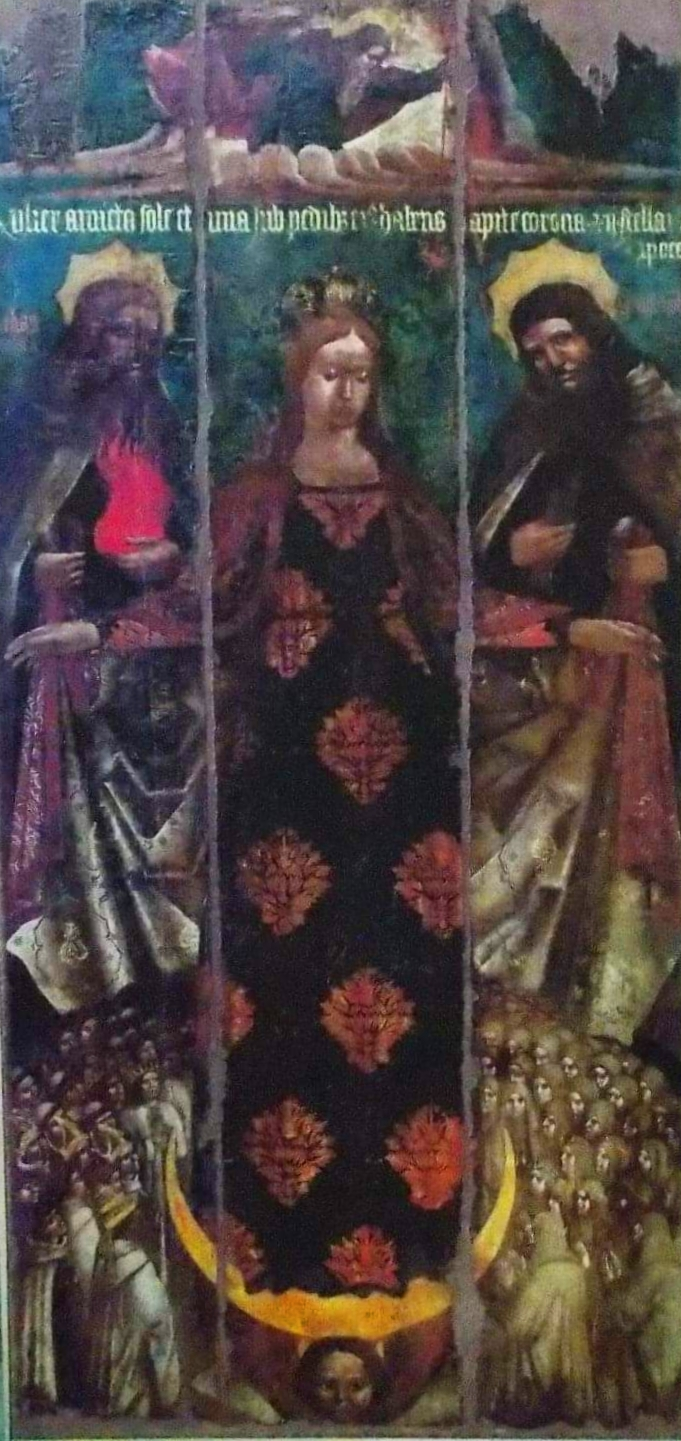
Tela della Madonna del Carmine, venerata presso il Carmelo e il popolo messinese fino al 1908, successivamente esposta presso il museo regionale di Messina.

Un'iconografia antica di Nostra Signora del monte Carmelo raffigura la Vergine semplicemente con il Bambino in braccio e una stella sulla spalla destra, sopra il manto, a indicare la purezza e la bellezza della Flos Carmeli, evocando il significato del nome Maria ("stella maris", da "stilla maris", cioè "goccia di mare"). Un esempio si può ritrovare nell'effigie di Maria SS. del Carmine detta "La Bruna" a Napoli.
L'altra antica iconografia rappresentava la Vergine mentre, aprendo le sue braccia, accoglie i suoi devoti sotto il suo grande manto, che è sostenuto dai profeti Elia ed Eliseo, considerati dai Carmelitani come i loro fondatori.
Infine, la moderna e più diffusa iconografia rappresenta la Vergine con il Bambino Gesù in braccio, spesso con abito e scapolare bruni e mantello bianco, nell'atto di mostrare lo scapolare carmelitano. All'immagine di Maria sono spesso associate quelle dei santi dell'ordine o di anime purganti tra le fiamme.

## Il santuario "Stella Maris" sul Monte Carmelo
Dopo l'invasione araba che costrinse i carmelitani alla fuga, nel 1291 gli eserciti d'Egitto conquistarono Acre e Haifa, bruciarono i Santuari del Monte Carmelo e assassinarono quei monaci che vi erano voluti rimanere. Pertanto, dell'antica chiesetta costruita sul Carmelo dai primi frati, quella da cui nacque il titolo di Madonna del Carmelo, rimangono oggi solo il portale e alcuni ruderi.
Tuttavia, da quando l'Ordine ha potuto ristabilirsi in questi luoghi (nel XIX secolo), un nuovo santuario in onore della Madonna del Carmelo si erge sul sacro monte, sulla punta Nord, in una posizione suggestiva che guarda verso il mare da un’altezza di circa 150 m.
La nuova chiesa, costruita tra il 1827 e il 1836, fu intitolata a Maria "Stella Maris", una espressione molto significativa - presente già nell'inno Flos Carmeli - che si rifà al significato etimologico del nome Maria ed evoca direttamente la figura della nube di Elia che dal mare si innalza proprio sulla cima del Carmelo: infatti il nome Maria deriva dall'aramaico Mir (goccia) e Yam (mare) e significa "stilla di mare, goccia di mare", o anche stella del mare, intendendo quella goccia così singolare che si distingue dalle altre come una stella in cielo; evoca inoltre la nube di Elia, che si forma da una goccia che si solleva dalla massa indistinta del mare (a indicare la purezza della Vergine) e si allarga sulla cima del Carmelo, donando la sospirata pioggia ad Israele. In questo modo, con la scelta di questo titolo e di questa collocazione geografica, si vuole richiamare alla mente proprio questa immagine e significare così anche esteriormente la signoria della Vergine Maria sul monte Carmelo, dove la sua presenza fu adombrata prima ancora di nascere.
All’interno del tempio, costruito in stile neoclassico, troneggia dunque sull’altare maggiore la grande statua della Signora del monte Carmelo; sopra di lei, sulla cupola, due citazioni bibliche -“Il tuo capo è bello come il Carmelo” (Ct 7,6) e “Lo splendore del Carmelo e di Saron” (Is 35,2) - cantano la bellezza della Signora, che siede gloriosa sul trono.
Inoltre, se l'antico oratorio si trovava presso la fonte di Elia, il nuovo santuario si trova presso la grotta in cui il profeta Elia secondo il racconto biblico avrebbe riconosciuto la Divina presenza, grotta che è visitabile e si trova proprio sotto l'altare maggiore.

## Santuari in Italia
- Santuario della Madonna del Carmine di Accadia (FG);
- Santuario della Madonna del Carmine di Acquafondata (FR);
- Santuario della Madonna del Carmine (Avigliano) (PZ);
- Santuario della Madonna del Carmine di Catania (CT);
- Santuario della Madonna del Carmine di Chianni (PI);
- Santuario della Madonna del Carmine di Combarbio, frazione di Anghiari (AR);
- Santuario della Madonna del Carmelo di Messina (ME);
- Santuario della Madonna del Carmine di Montefalcone di Val Fortore (BN);
- Basilica santuario di Santa Maria del Carmine Maggiore di Napoli (NA);
- Santuario della Madonna del Carmine di Rivalto, frazione di Chianni (PI);
- Santuario di Santa Maria del Carmelo di Santa Teresa di Riva (ME);
- Santuario della Madonna del Carmine di Sorrento (NA);
- Santuario della Madonna del Carmine di Tarsogno, frazione di Tornolo (PR);
- Santuario della Madonna del Carmine di Tornareccio (CH);
- Santuario di Maria Santissima del Carmelo di Palmi (RC);
- Santuario di Nostra Signora del Carmine di Costa d'Oneglia, frazione di Imperia (IM);
- Santuario di Nostra Signora del Carmine di Lavagna (GE);
- Santuario di Nostra Signora del Carmine di Nozarego, frazione di Santa Margherita Ligure (GE);
- Santuario di Santa Maria Incoronata del Carmine detta delle Galline di Pagani (SA);
- Santuario di Santa Maria del Carmine di Ribis, frazione di Reana del Rojale (UD).
- Santuario di Santa Maria del Carmine al Morrocco, frazione di Barberino Tavarnelle, (Provincia di Firenze).
- Santuario ed ex Convento Madonna del Carmine[32] di Ispica (RG)